# Латины

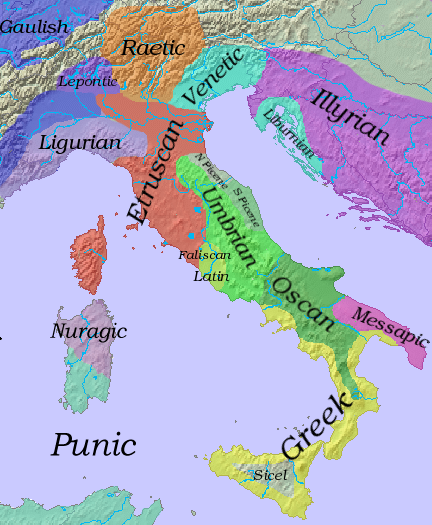
Лингвистическая карта Италии около 550 г. до н. э. Обратите внимание на небольшой регион, населённый латинами

Латины (лат. Latini) — народ италийской группы (италики), язык которых (латинский) находился в ближайшем родстве с фалискским и сикульским, и в более отдалённом — с сабинским, умбрским и оскским языками.
Латины послужили основой образования римского народа и романских народов в ходе романизации. Историческая область проживания — Лаций. Археологически представлены Лацианской культурой.

## Этимология
Высказывалось предположение, что название «Лаций» происходит от латинского слова Latus («широкий, обширный»), обозначая, таким образом, равнинность этой местности (в отличие от преимущественно гористого Апеннинского полуострова). Если это правда, то название «латины» первоначально означало «люди равнины».

## Происхождение

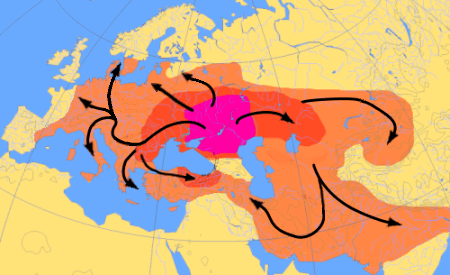
Основной сценарий миграции индоевропейских народов в период 4000—1000 гг. до н. э., известный как курганная гипотеза. По данному сценарию, индоевропейские народы мигрировали из прародины в степях Украины и юга России (фиолетовая зона). Красная зона — ареал в 2500 г. до н. э., оранжевая зона — в 1000 г. до н. э.

Латины принадлежали к группе индоевропейских племён, условно известных как италийские племена, которые населяли центральную и южную Италию в железном веке (примерно с 900 года до н. э.). Наиболее распространённой гипотезой является то, что предки тех, кто образовал позднее италийские племена, мигрировали на Апеннинский полуостров во время италийского бронзового века (1800—900 до н. э.). Наиболее вероятный путь миграции проходил с Балканского полуострова вдоль Адриатического побережья.

## Язык
Племя латинов говорило на латинском языке, входящем в западную ветвь италийских языков, относящемся, в свою очередь, к индоевропейской семье языков. Старейшая сохранившаяся надпись на латинском языке выгравирована на Lapis Niger («Чёрный камень»), который обнаружил археолог Джакомо Бони в 1899 году между Триумфальной аркой Септимия Севера и Курией. Под каменными плитами была обнаружена стела с древнейшими сохранившимися латинскими надписями на камне, датируемыми примерно 600 г. до н. э. Надпись сделана на примитивной форме архаической латыни.

## Палеогенетика
В ходе генетического исследования, опубликованного в журнале Science в ноябре 2019 года, были изучены останки шести латинских мужчин, похороненных недалеко от Рима между 900 и 200 годами до нашей эры. Они несли отцовские гаплогруппы R-M269, T-L208, R-P311, R-PF7589 и R-P312 (два образца), а также материнские гаплогруппы H1aj1a, T2c1f, H2a, U4a1a, H11a и H10. Эти обследованные особи отличались от особей из предшествующих популяций Италии наличием около 30 % степной генетики. Двое из шести человек, найденных в латинских погребениях, имеют смешанное происхождение от местного населения железного века и от населения Восточного Средиземноморья. При сравнении с современными популяциями четверо из шести оказались ближе всего к северным и центральным итальянцам, а затем — к испанцам, в то время как двое других были ближе всего к южным итальянцам. В целом генетическая дифференциация между латинами, этрусками и предшествующим протовиллановским населением Италии оказалась незначительной.